# Erich Binder (Musiker)
Erich Binder (* 6. Dezember 1947 in Wien; † 20. Dezember 2023) war ein österreichischer Violinist, Pianist und Dirigent.

## Leben
Erich Binder war von 1954 bis 1956 Mitglied der Wiener Sängerknaben. Anschließend studierte an der Musikhochschule Wien Violine, Klavier, Orgel, Gesang, Komposition und Orchesterleitung bei Hans Swarowsky. Er war bereits während des Studiums als Korrepetitor in den Gesangsklassen von Elisabeth Radó und Christl Mardayn an derselben  Hochschule tätig. Nach dem Studium wirkte Binder als Konzertmeister im Bregenzer Orchester, im Orchester der Wiener Volksoper, als Erster Konzertmeister bei den Bayreuther Festspielen, den Wiener Philharmonikern und beim NDR-Sinfonieorchester Hamburg. In der zweiten Hälfte der 1970er Jahre begann er verstärkt als Dirigent zu wirken. Sein Repertoire umfasste mehr als 60 Opern und etwa 300 symphonische Werke.
Er wurde 1981 mit dem Dr. Karl-Böhm-Preis für junge österreichische Dirigenten in Salzburg ausgezeichnet, der nur viermal vergeben wurde. Außerdem erhielt er den Sonderpreis der Alban Berg Stiftung und einen Dirigiervertrag mit der Wiener Staatsoper. Er dirigierte unter anderem die Wiener Philharmoniker im Abonnementkonzert, das London Philharmonic Orchestra und zahlreiche Opernvorstellungen an der Wiener Staatsoper (darunter die Premiere von Faust in der Inszenierung von Ken Russell, 1985), an der Bayerischen Staatsoper und an der Mailänder Scala sowie Konzerte in Belgien, Deutschland, Frankreich, Italien, Spanien, England, Australien und Japan.